# Conirostrum albifrons
El conirrostro coronado (Conirostrum albifrons), también denominado mielerito gorra blanca (en Venezuela), picocono coronado (en Ecuador), conirrostro capirotado (en Colombia) o pico-de-cono-coronado (en Perú), es una especie de ave paseriforme de la familia Thraupidae, perteneciente al género Conirostrum. Es nativo de regiones andinas del noroeste y oeste de América del Sur.

## Distribución y hábitat
Se distribuye en la cordillera de la Costa del norte de Venezuela, y  a lo largo de la cordillera de los Andes desde el extremo oeste de Venezuela (sur de Táchira), por las tres cadenas de Colombia, ambas pendientes en Ecuador, pendiente oriental de Perú, hasta el oeste de Bolivia (oeste de Santa Cruz).
Esta especie es considerada localmente bastante común en sus hábitats naturales: las selvas húmedas montanas y sus bordes, principalmente ente los 1800 y 2800 m de altitud.

## Sistemática

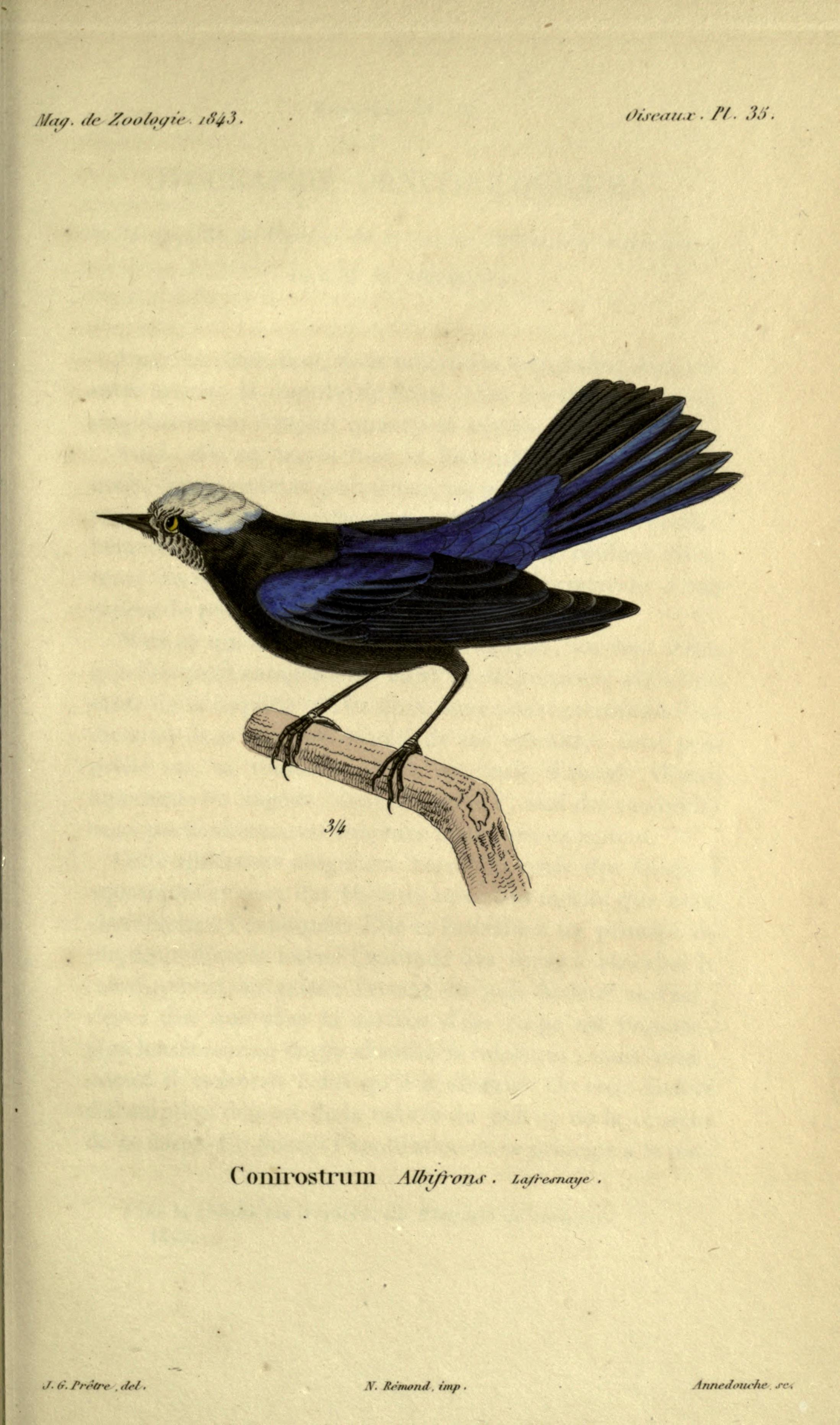
Conirostrum albifrons, ilustración en Magasin de Zoologie, 1839-1844.

### Descripción original
La especie C. albifrons fue descrita por primera vez por el ornitólogo francés Frédéric de Lafresnaye en 1842 bajo el mismo nombre científico; su localidad tipo es: «Bogotá, Colombia».

### Etimología
El nombre genérico neutro Conirostrum se compone de las palabras latinas «conus»: cono, y  «rostrum»: pico; y el nombre de la especie «albifrons» se compone de las palabras del latín  «albus»: blanco, y «frons»: frente.

### Subespecies
Según las clasificaciones del Congreso Ornitológico Internacional (IOC) y Clements Checklist/eBird v.2019 se reconocen seis subespecies, con su correspondiente distribución geográfica:
- Grupo politípico albifrons: 
  - Conirostrum albifrons albifrons Lafresnaye, 1842 – Andes centrales y orientales de Colombia y oeste de Venezuela (Táchira).
  - Conirostrum albifrons centralandium Meyer de Schauensee, 1946 – Andes centrales de Colombia (Antioquia hasta Cauca).
  - Conirostrum albifrons cyanonotum Todd, 1932 – cordillera de la Costa del norte de Venezuela (Aragua y Distrito Federal).

- Grupo politípico atrocyaneum:
  - Conirostrum albifrons atrocyaneum Lafresnaye, 1848 – Andes del suroeste de Colombia, Ecuador y norte de Perú.
  - Conirostrum albifrons sordidum Berlepsch, 1901 – Andes del sur de Perú (Junín) al oeste de Bolivia (La Paz).
  - Conirostrum albifrons lugens Berlepsch, 1901 – yungas del este de Bolivia (Cochabamba y Santa Cruz).